# Мюнхенское транспортное общество
Мюнхенское транспортное общество (нем. Münchner Verkehrsgesellschaft (MVG)) — это предприятие общественного транспорта в Мюнхене, которое организует и поддерживает работу метрополитена, трамвая и автобуса в городе. Мюнхенское транспортное общество входит в Мюнхенский транспортный и тарифный союз, партнёрам которого является муниципалитет Мюнхена. Предприятие было создано 27 июня 2001 года. В 2013 году было перевезено 544 млн пассажиров.

## Виды общественного транспорта

### Автобус

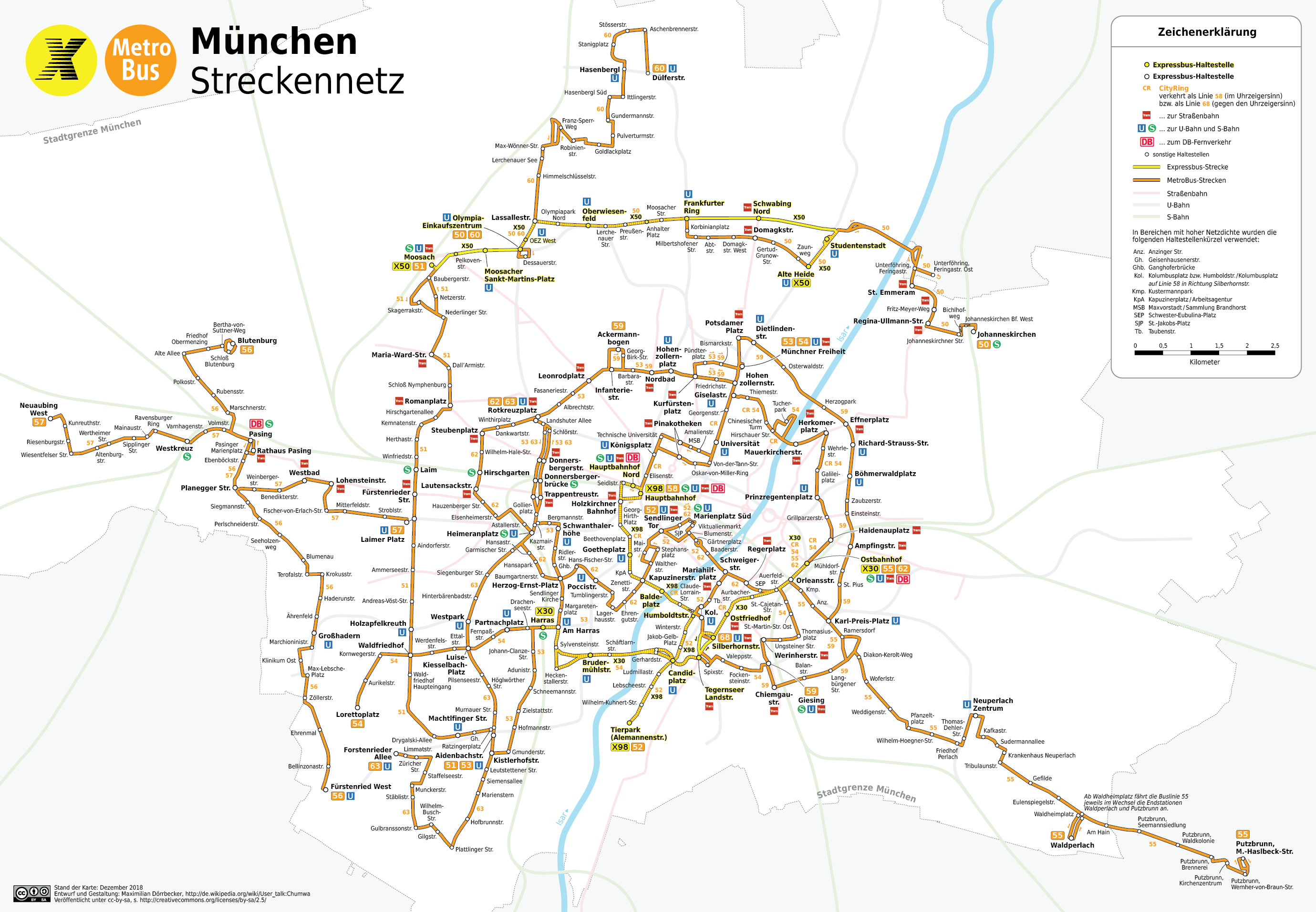
Схема линий

Мюнхенская автобусная сеть (нем. Bussystem München) состоит из 66 дневных и 9 ночных маршрутов, общей длиной 456 км с 915 остановками и автовокзалами. Для их обслуживания используются 3 маленьких, 182 нормальных и 246 сочлененных автобуса, в общей сложности 431 машин. 23 км маршрутов имеют собственную колею для автобусов. Среднее расстояние между остановками 498 метров и средняя скорость в сети 18,6 км/ч.

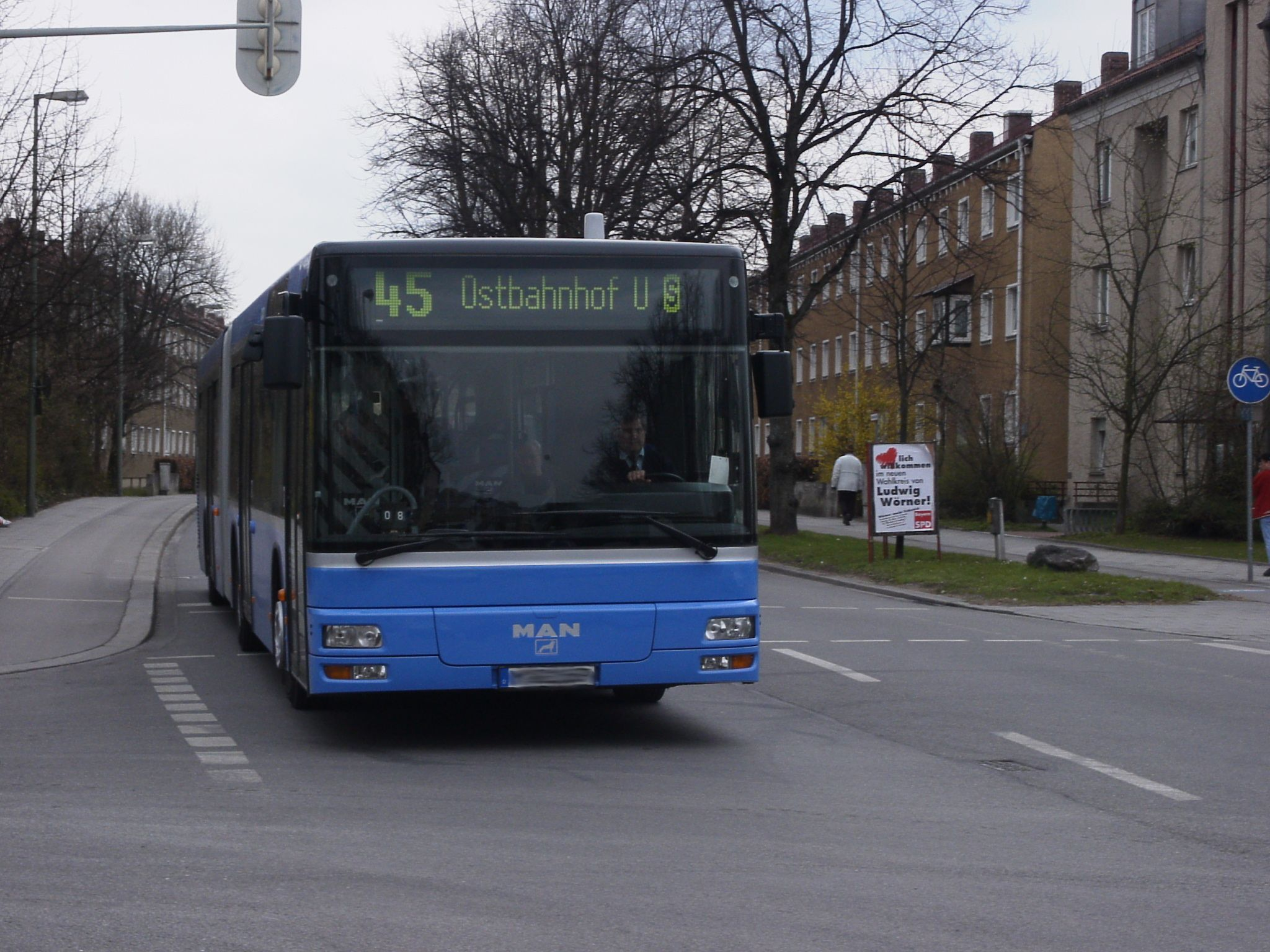
MAN
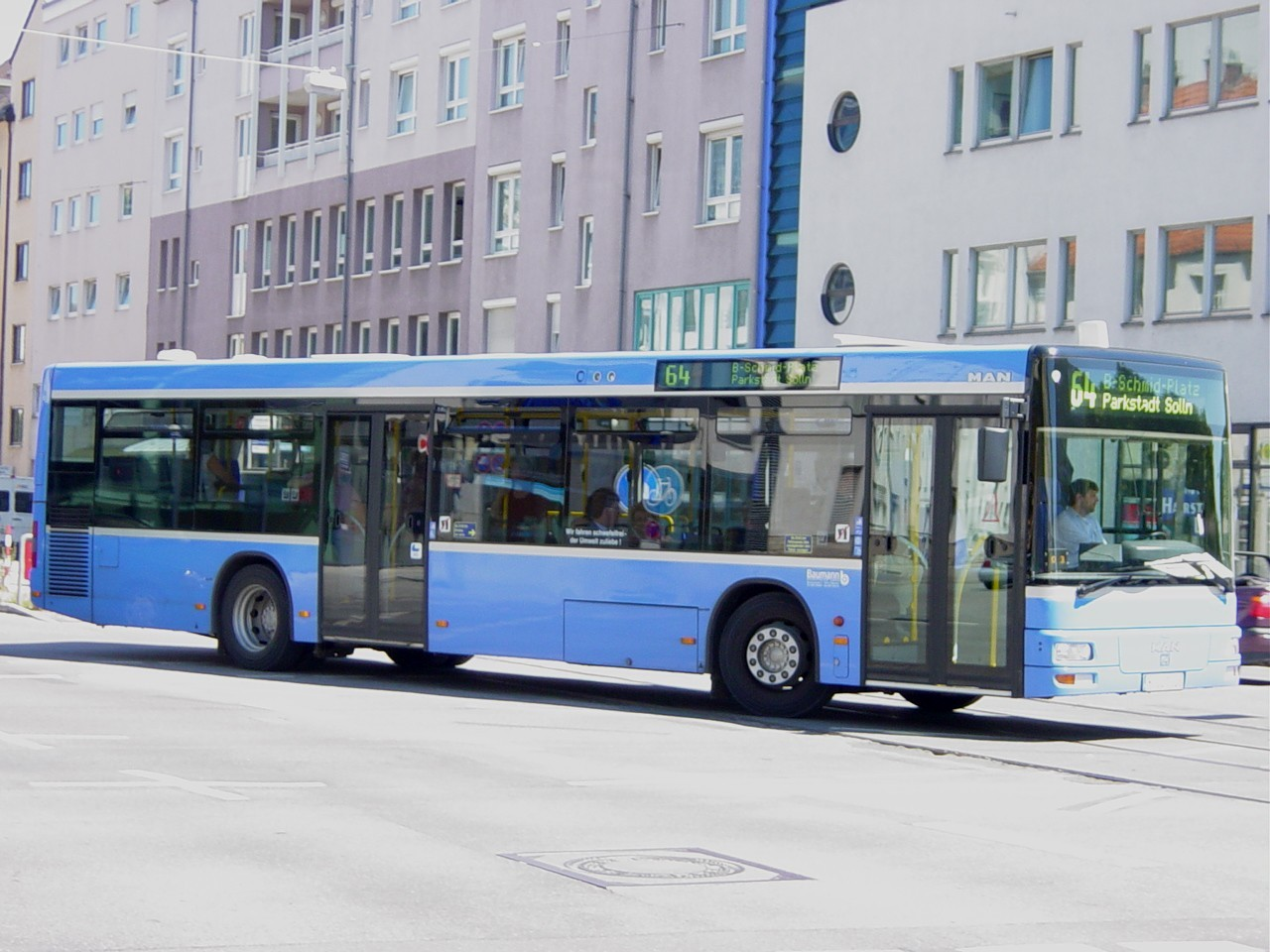
MAN
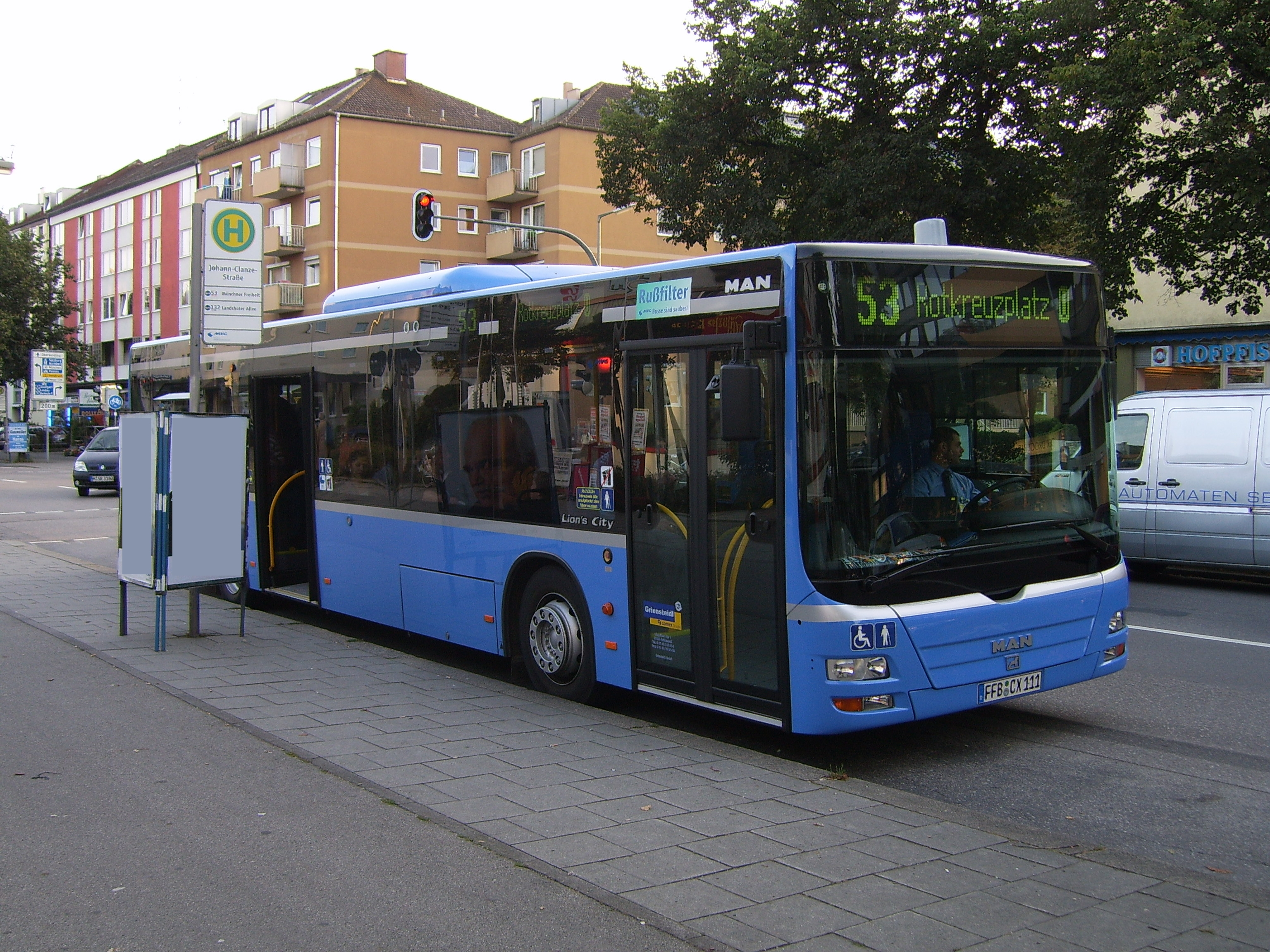
MAN
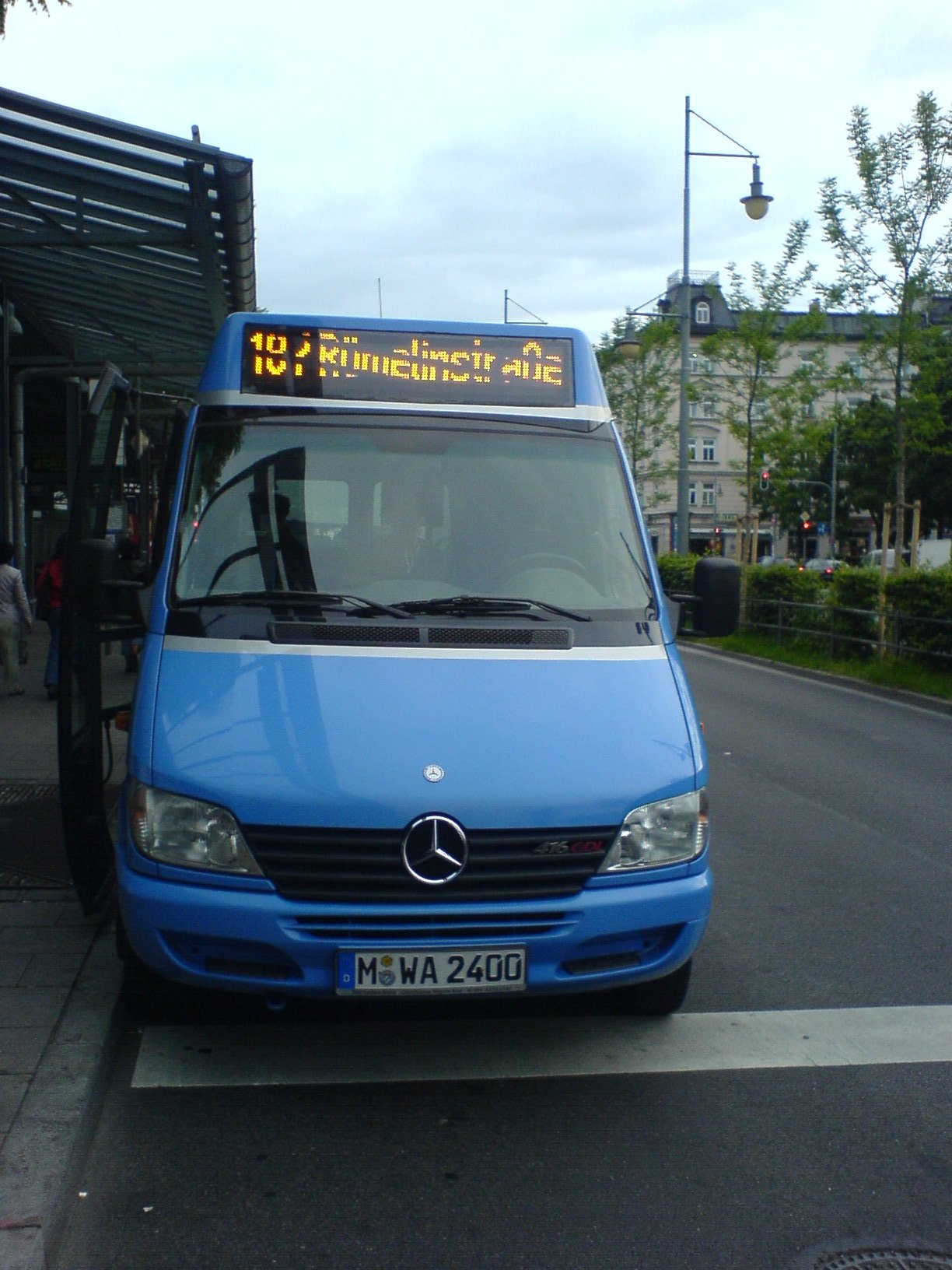
Mercedes-Benz

### Трамвай

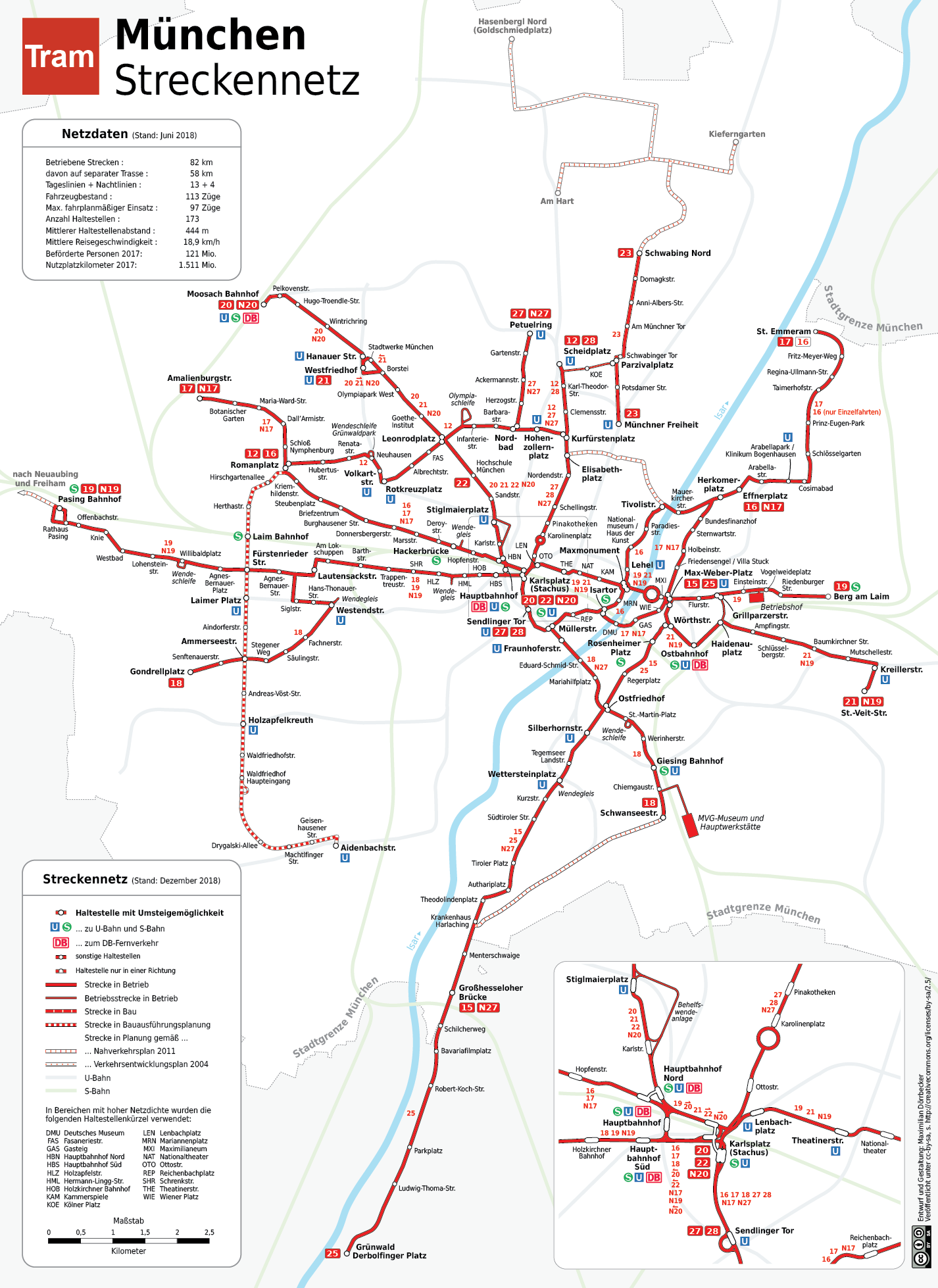
Схема линий

Мюнхенский трамвай (нем. Straßenbahn München) состоит из 13 дневных и 4 ночных линий, общей длиной 79 км, с 164 остановками. Используются 95 поездов типов [[Мюнхенский трамвай #Тип P 3�|P 3.16]], R 2.2, R 3.3 и S 1.4. Среднее расстояние между остановками 485 метров и средняя скорость в сети 20 км/ч.
Линия 25 является единственной линией, покидающей территорию Мюнхена. Она заканчивается в Грюнвальде.

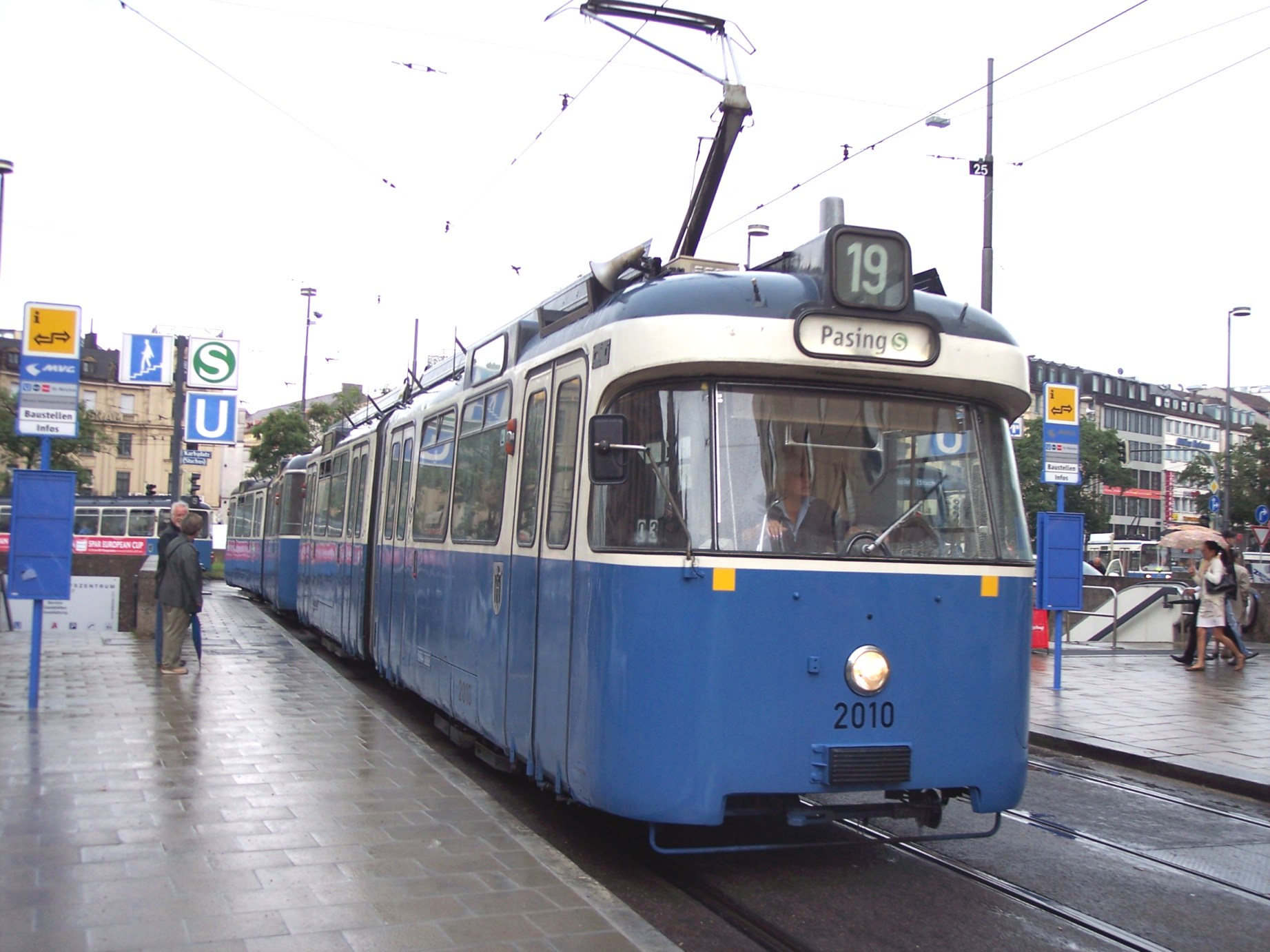
Вагон тип P 3.16
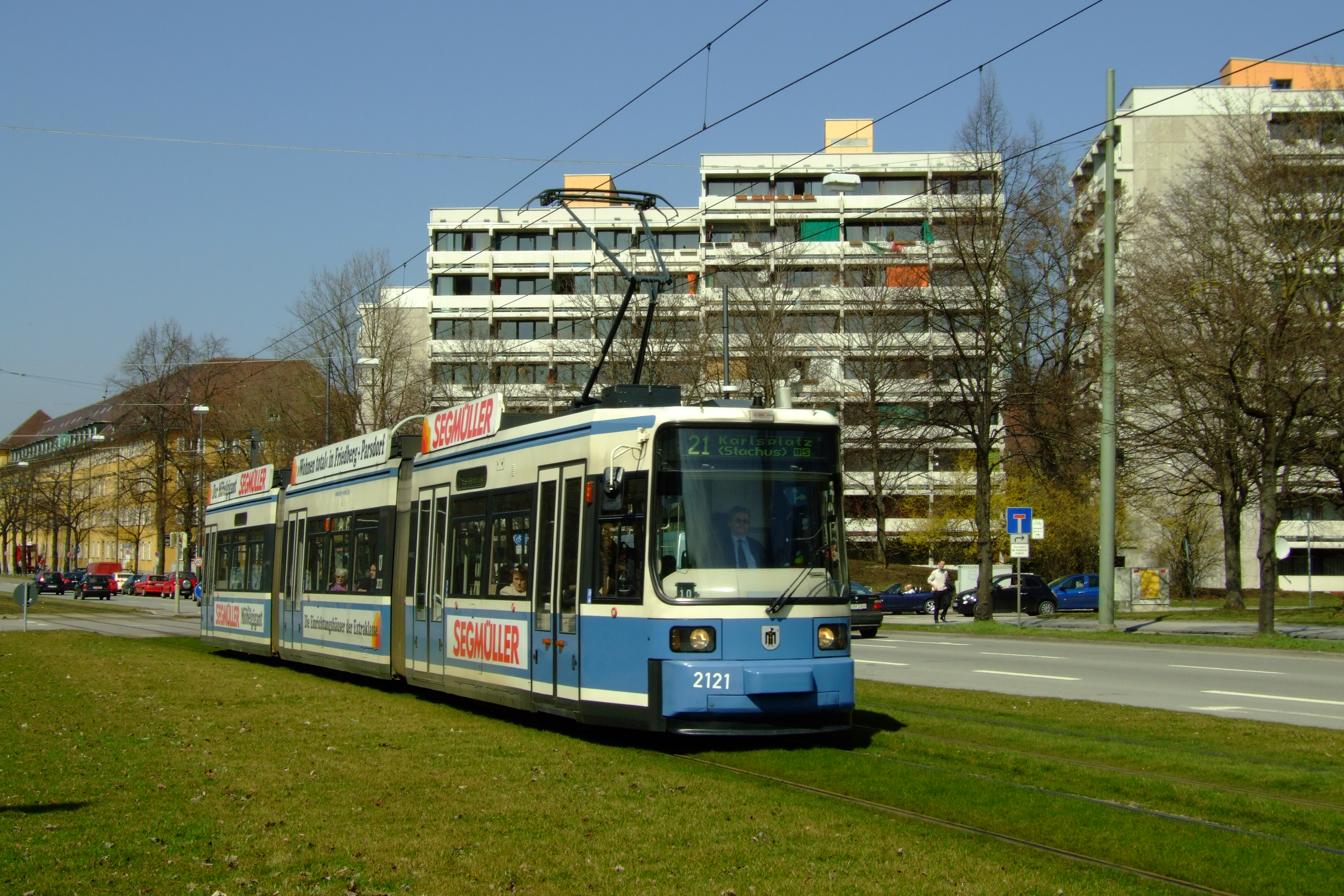
Вагон тип R 2.2
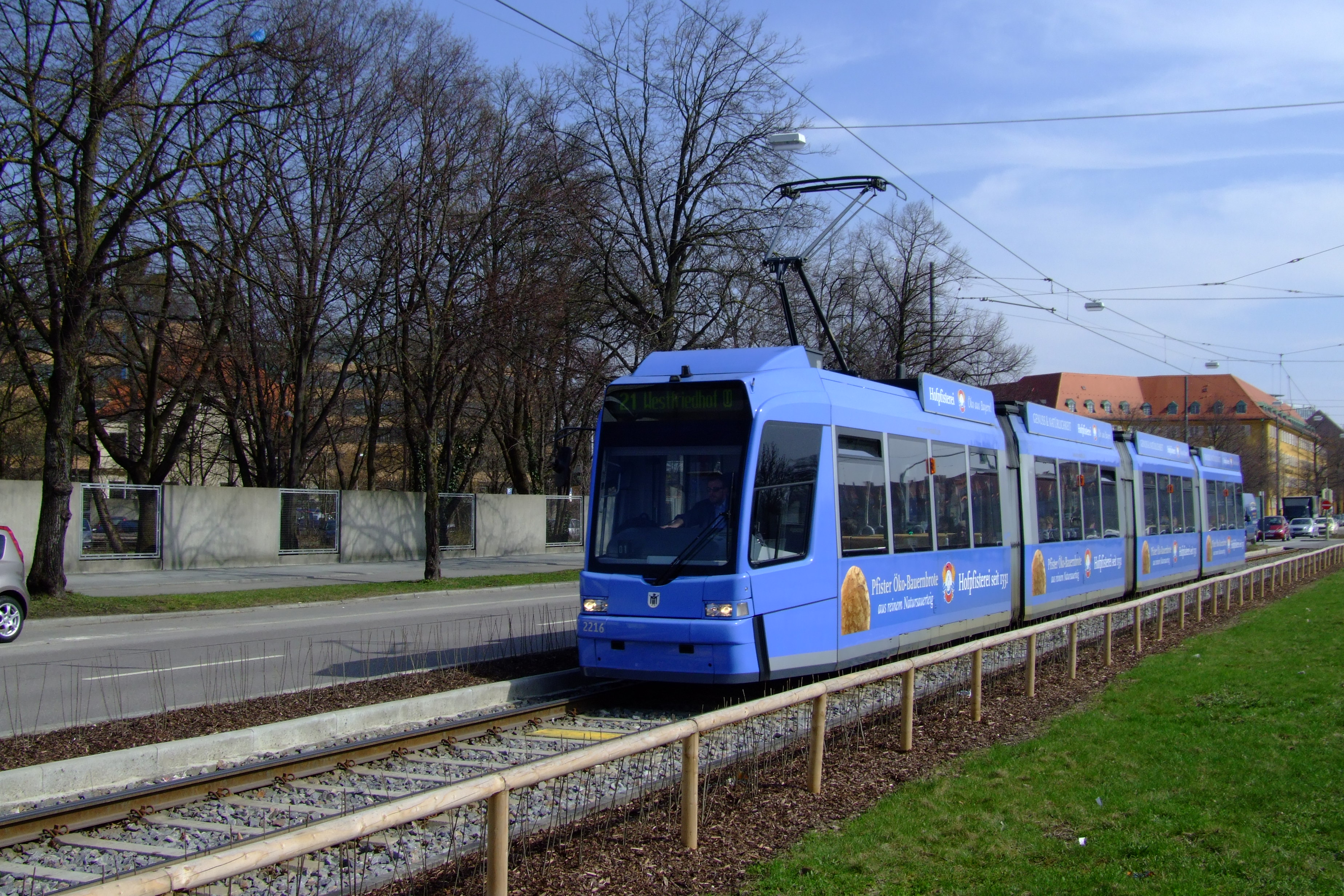
Трамвай тип R 3.3
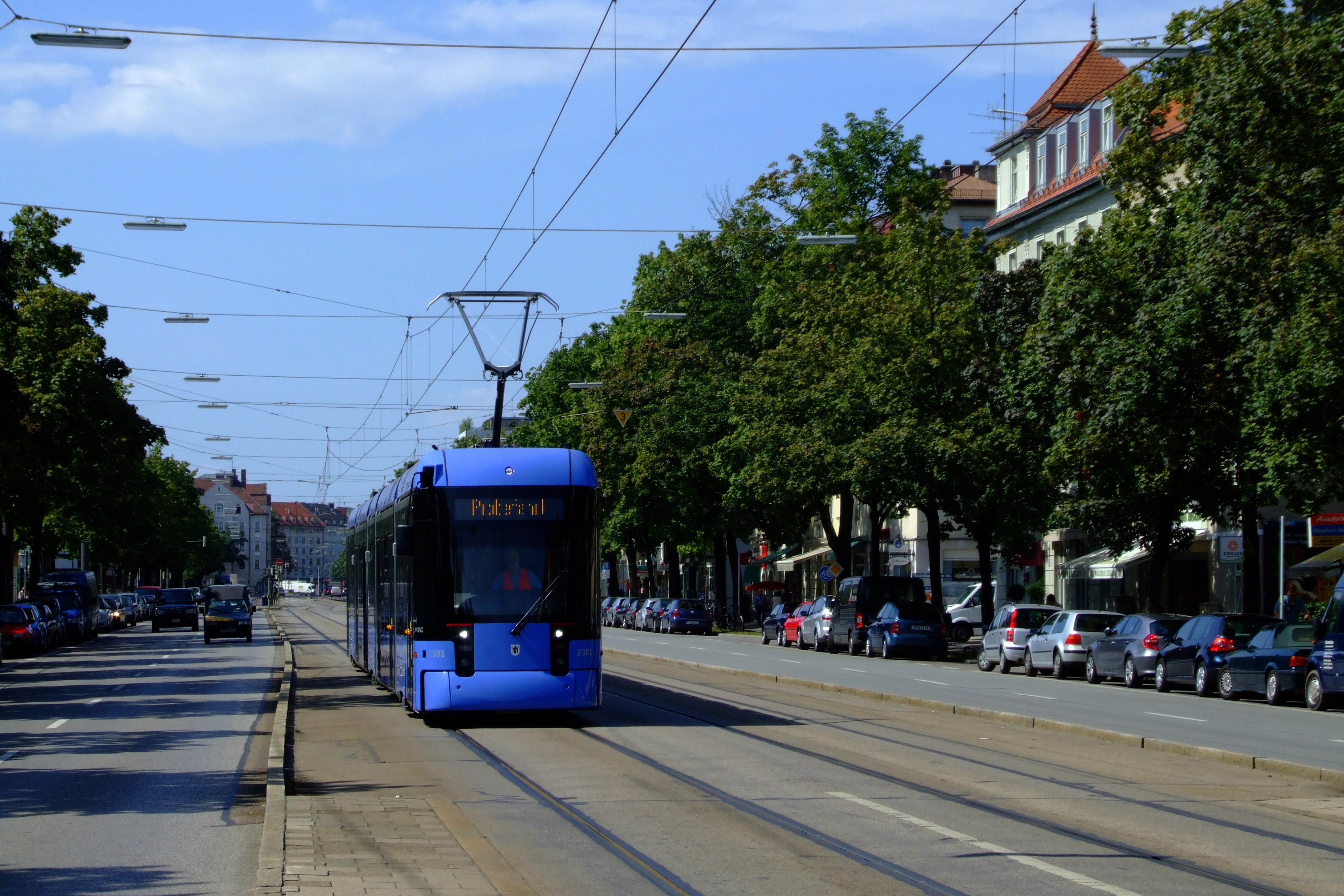
Трамвай тип S 1.4

### Метро

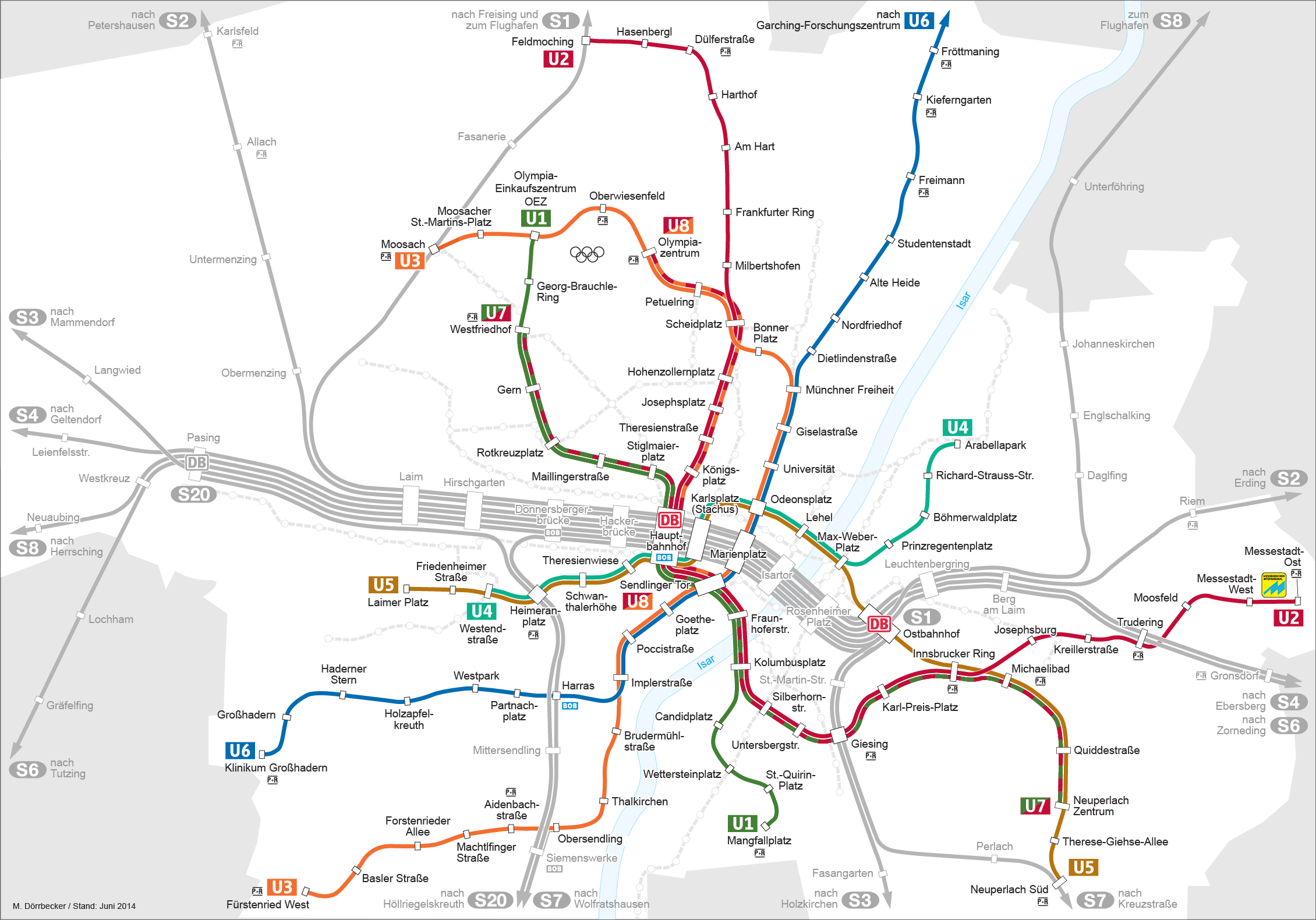
Схема линий

Мюнхенский метрополитен (нем. U-Bahn München) насчитывает 6 линий, общая длина сети составляет 103,1 км. На линиях расположены 100 станций. Для обслуживания используются 576 поезда типов A, B и C. Ускорение и торможение поездов происходит под управлением компьютера, расписание соблюдается в 98 % случаев (по данным MVG).
Линия U6 является единственной линией, покидающей Мюнхен. Она заканчивается в Гархинге.

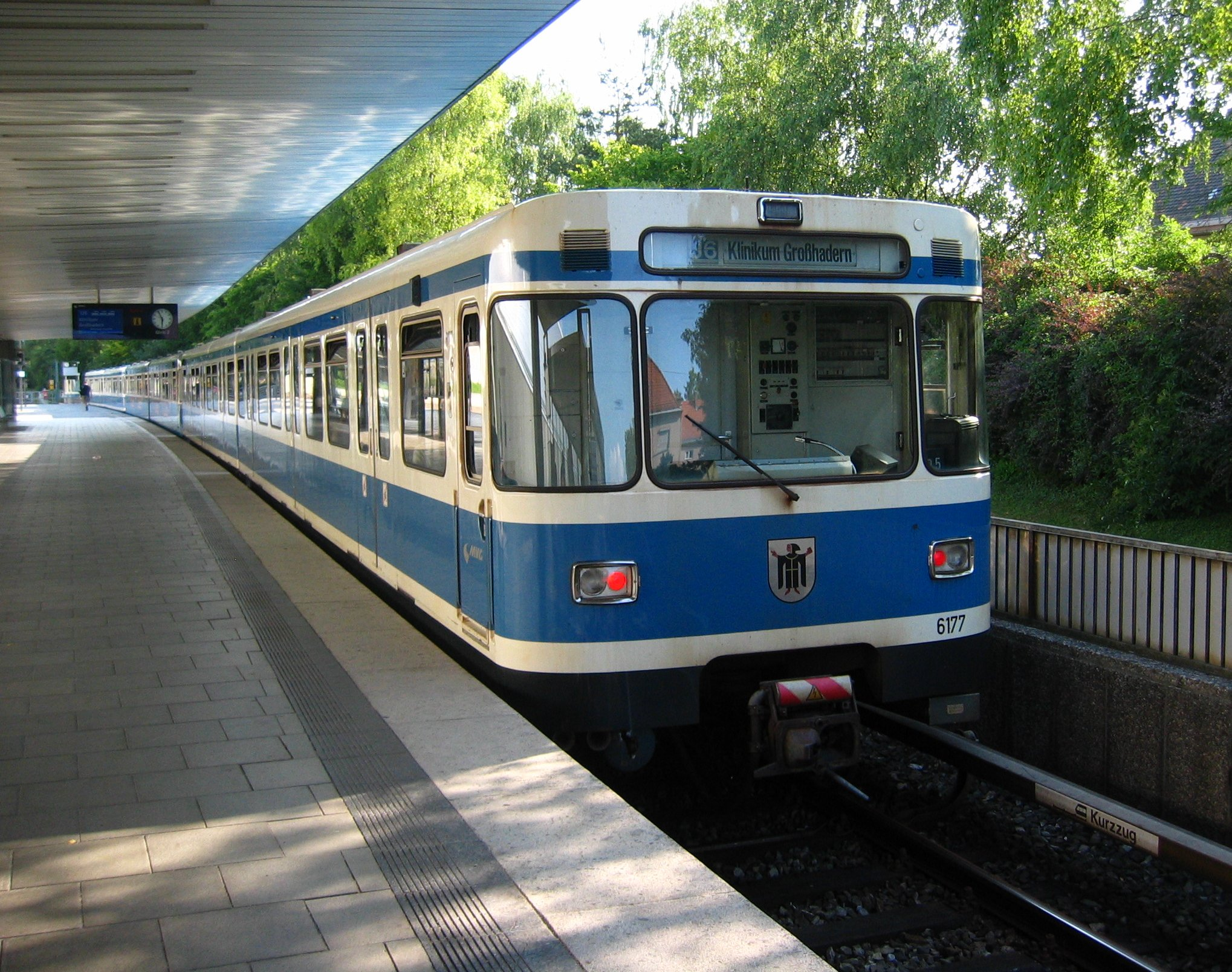
Поезд тип A
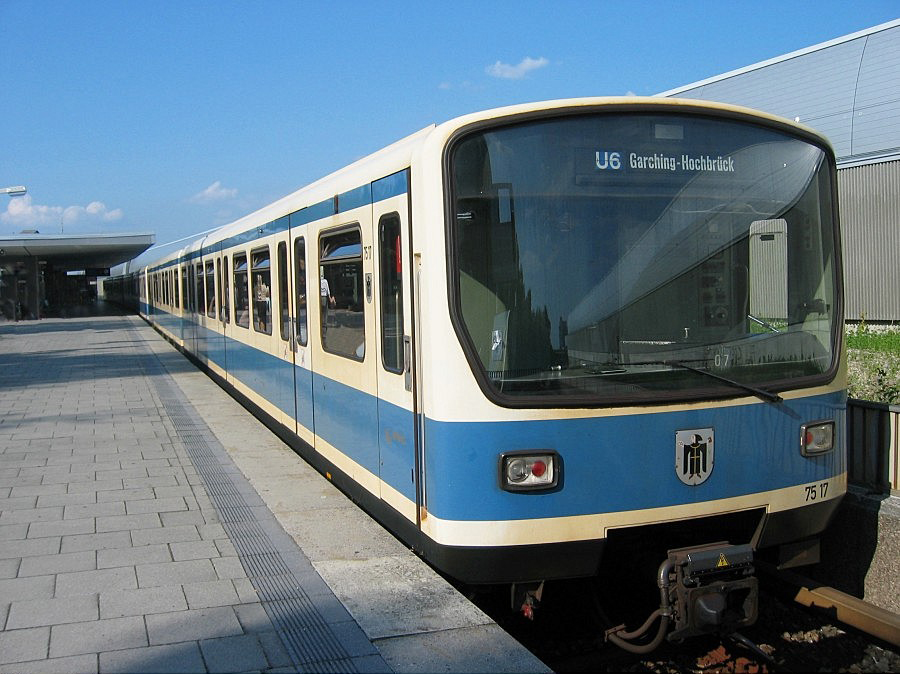
Поезд тип B
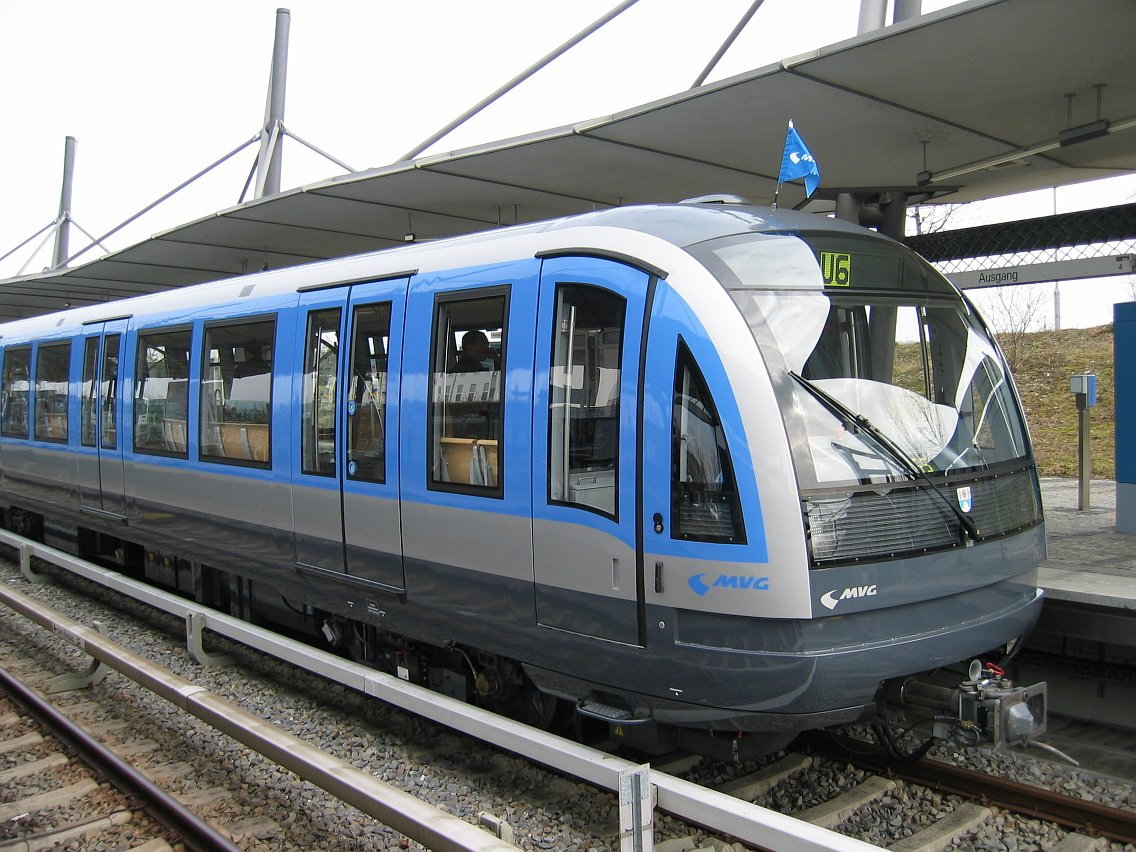
Поезд тип С
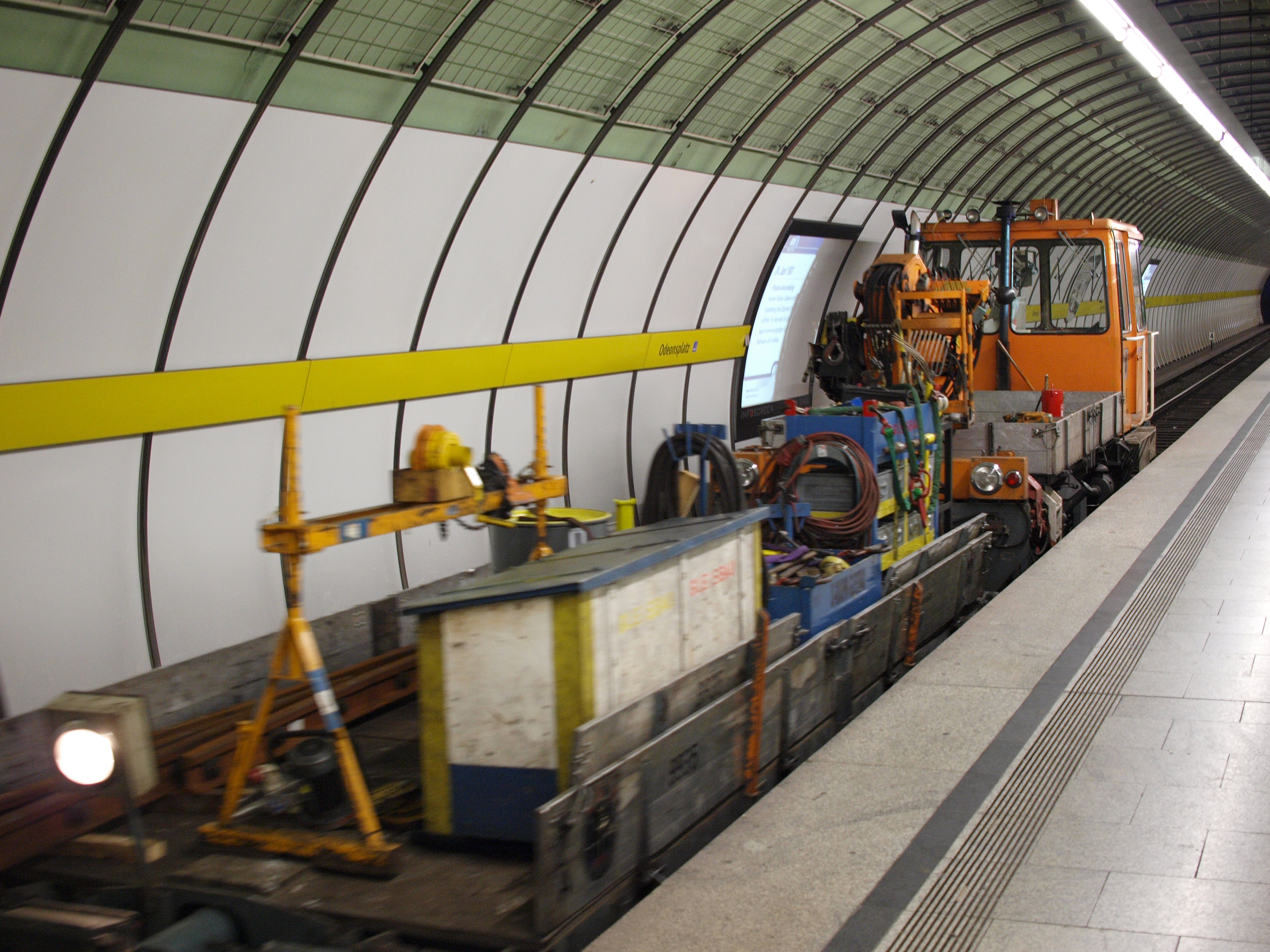
Грузовой метропоезд

## Сервис
Мюнхенское транспортное общество имеет три информационных центра и семь информационных пунктов, которые находятся на важных станциях метро. Наряду с этим находится в распоряжении микроавтобус, который применяется во время строительных работ и служит как информационный пункт для пассажиров.

### Гарантия пунктуальности
Гарантию пунктуальности ввели в 2000 году. Под именем «MVG-Garantie» предлагает Мюнхенское транспортное общество при опозданиях больше чем 20 минут, происшедших по их вине, возмещение стоимости дневного билета для «внутренней» зоны (нем. Innenraum-Tageskarte), на 2013 год — 5,80 €. При упущении последней возможности уехать, они гарантируют возмещение издержек на такси до 25 €.

### MVG-музей
В октябре 2007 года открылся музей «Мюнхенского транспортного общества» (нем. MVG-Museum) в Мюнхенском районе Рамерсдорф (нем. Ramersdorf), музей о истории общественного транспорта в Мюнхене.

## Стоимость проезда, виды билетов

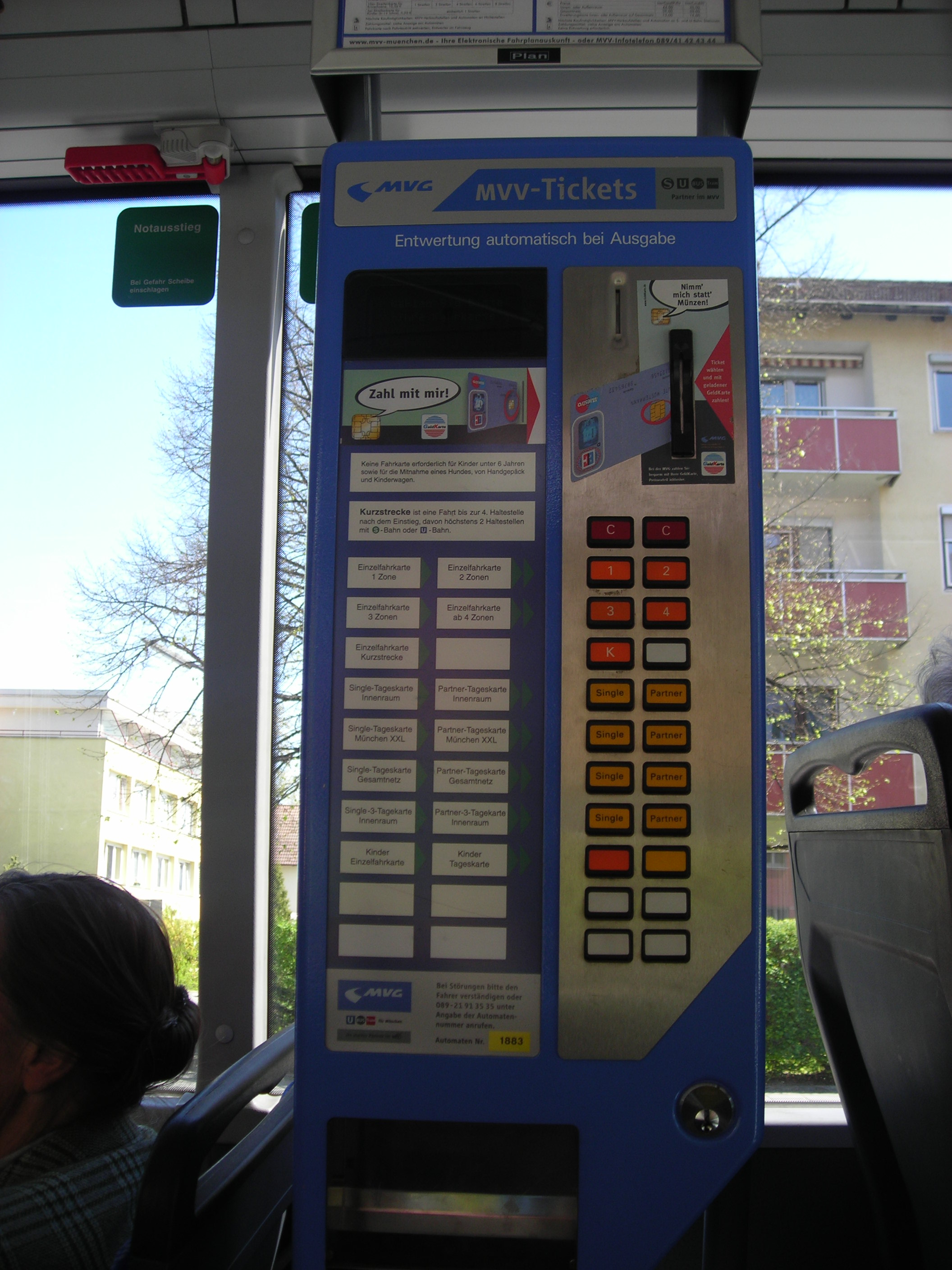
Автомат по продаже билетов в автобусе

Билеты можно купить в 636 стационарных (метро) и 640 мобильных (трамвай и автобус) автоматах, также имеется 84 автомата для безналичного расчёта при покупке проездных билетов на длительный срок (неделю, месяц или год). Все виды билетов можно купить в 153 киоске, которые находятся при входе или в вестибюле метро.
- Билет на короткое расстояние (нем. Einzelfahrkarte Kurzstrecke): 4 остановки на автобусе или трамвае или две остановки на метро или электричке стоит 1,90 €.
- Более длинная поездка в одной зоне (нем. Einzelfahrkarte) обойдется 3,70 €. Для детей от 6 до 14 лет на любое расстояние стоит 1,80 €.
- Можно купить за 16,30 € «штрайфенкарте» (нем. Streifenkarte) (блок из 10 билетов-полосок) и компостировать 1 полоску (1,63 €) за одну поездку на короткое расстояние или две полоски (3,26 €) за более длинную поездку в одной зоне. На детей от 6 до 14 лет всегда 1 полоска (1,63 €) на любое расстояние. Для детей от 15 до 21 года штрайфенкарте стоит 8,9 €.
- Можно купить дневной билет за 8,8 € на одного человека (нем. Single-Tageskarte) или за 17 € до 5 человек (нем. Partner-Tageskarte) для «внутренней» зоны (нем. Innenraum). Действительны до 6 утра следующего дня.
- Существуют проездные билеты на длительный срок (неделю, месяц или год) для обычных пассажиров и пассажиров, принадлежащих к различным социальным группам (школьники, студенты, пожилые люди и получатели социальной помощи).

Например: Можно купить за 21,10 € недельный билет (нем. Isarcard - Wochenkarte) на одного человека для поездок в пределах  «внутренней» зона (нем. Innenraum). Также на этом билете в сопровождении взрослого можно провезти 3 детей в возрасте до 14 лет, кроме с понедельника до пятницы с 6 до 9 утра.

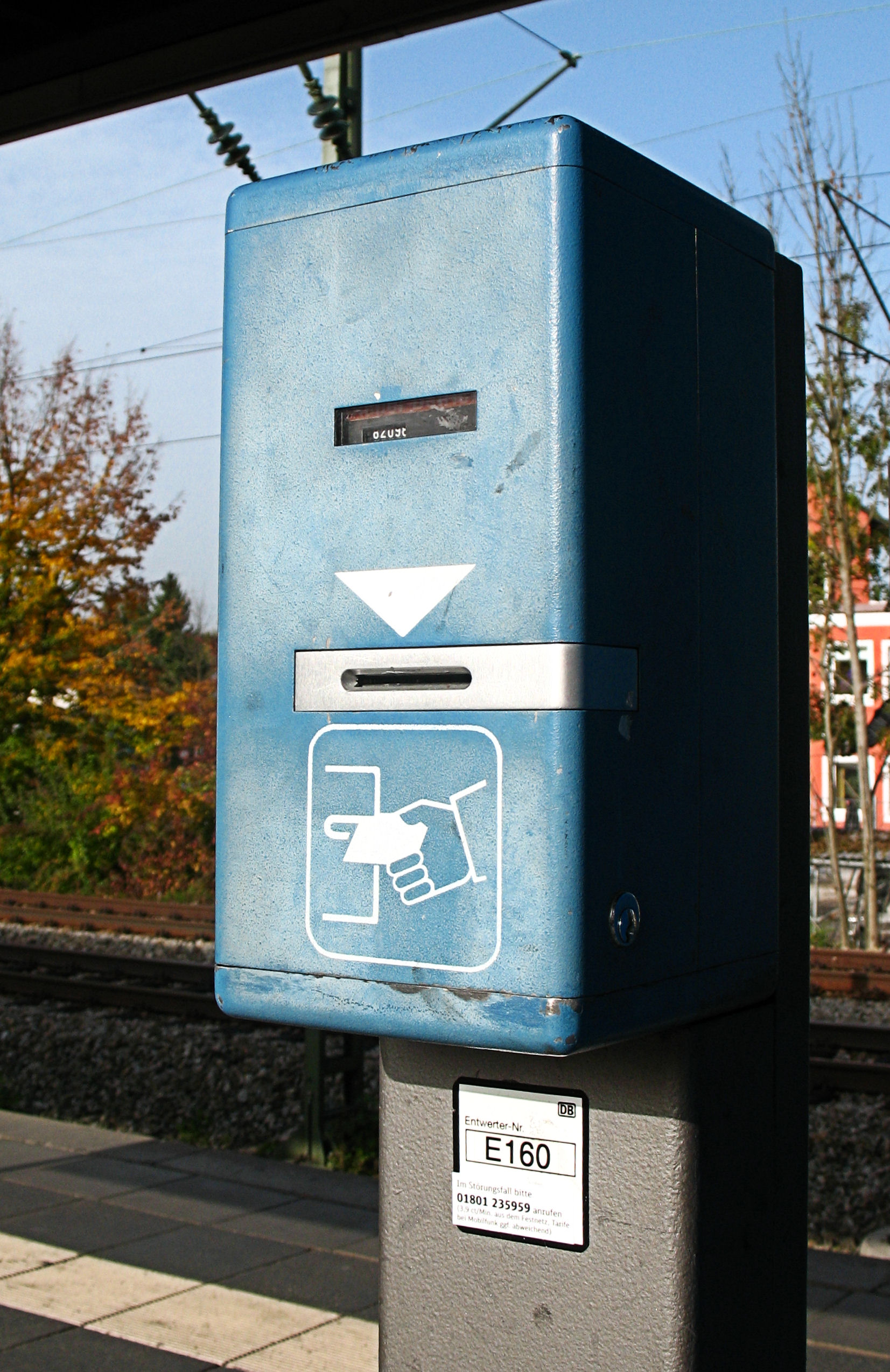
Компостер билетов

Для детей до 6 лет в сопровождении взрослого проезд бесплатный. Билеты действительны для электрички (нем. S-Bahn), метро (нем. U-Bahn), трамваев (нем. Tram) и автобусов (нем. Bus). С помощью специальных аппаратов (на илл.) при входе на станции или в автобусах и трамваях на билетах должно быть проставлено время начала их использования. Штраф за безбилетный проезд (или не прокомпостированный билет) — 60 €.

## Особенности
С 1 августа 2009 года введён запрет на распитие спиртных напитков в транспортных средствах Мюнхенского транспортного общества (метро, трамвай и автобус).